# Тюменский станкостроительный завод
Тюменский станкостроительный завод (также «Товарищество Н. Д. Машаров и Ко», чугунолитейный и механический, станкостроительный завод «Механик», завод № 762 Наркомата миномётного вооружения) — старейшее промышленное предприятие Сибири и города Тюмени, выпускавшее машины для обработки дерева, металла и другое обрабатывающее оборудование. Основан в 1899 году, действует в настоящее время.

## История

### Первые годы
Истоки предприятия восходят к литейной мастерской купца Андрея Григорьевича Заколяпина, открытой в 1899 году и в устроенной небольшой землянке примитивной вагранке выплавлявшей медь и чугун силами 12 рабочих. В том же году мастерскую приобрёл Николай Дмитриевич Машаров. Возведённые при расширении мастерской деревянные постройки на следующий год были уничтожены пожаром. Поскольку земля под мастерской была арендованной, Николай Машаров обратился в городскую управу с прошением о передаче земли в собственность, и в начале 1900 года приступил к строительству каменного чугунолитейного завода. К августу 1900 года площадь завода разрослась до 1000 квадратных саженей, в нём появились слесарно-механический, кузнечный, токарно-слесарный цехи, машинное отделение.
Прошение о передаче земли под завод было удовлетворено, и 11 августа 1901 года учреждено «Товарищество Н. Д. Машаров и Ко» совместно с ещё тремя купцами и торговым домом «Гилёв и сыновья». Строятся кирпичное здание литейного цеха, гвоздарное отделение, склады. Позднее — эмалировочная мастерская. На заводе использовались новейшие средства производства: нагнетатели воздуха на конной тяге в 1908 году заменили паровой машиной, затем ввели в эксплуатацию электромеханический привод.
Вокруг завода разрослась слободка из деревянных домов, где жили рабочие (некоторые дома сохранились до сих пор). Новые улицы называли Машаровскими, с прибавлением порядковых номеров.
2 февраля 1913 года «Сибирская торговая газета» сообщала, что товарищество наладило выпуск всевозможной чугунной и чугунно-эмалированной посуды, печных принадлежностей, хозяйственной утвари, гвоздей и т. д.", а также «принимает всевозможные заказы для фабрик, заводов и пароходств по рисункам и чертежам на отливку всевозможных механических чуянных и медных машинных частей вчерне и с отделкой». В дальнейшем завод освоил выпуск сельскохозяйственных машин: молотилок и веялок, которые выставлялись на первой Западно-Сибирской выставке в Омске в 1911 году.
В годы Первой мировой войны завод выполнял военные заказы, производя ручные гранаты, мины, конно-подковные гвозди.

### Индустриализация
После Великой Октябрьской социалистической революции завод Машарова был национализирован и получил наименование «Механик». К пятилетию революции все четыре Машаровские улицы были переименованы: 1-я Машаровская — в Механическую, остальные вначале получили имена местных большевиков, затем также переименованы в Механические (при этом 1-я стала 2-й), потом вновь сменили названия. Чапаева, бывшая 3-я Механическая впоследствии исчезла, улица Станкостроителей, или Стахановская — практически тоже, сохранилась только Фабричная (ранее 4-я Машаровская).
В 1920-е годы «Механик» выпускал маслобойки «Виктория», лесопильные рамы «Болиндер», шерстобитные машины. Первые начали выпускать в 1923 году, вторые в 1925 году, последние годом позже. В 1928 году за золото был закуплен шпалорезный станок «Тюнер», по аналогу которого в феврале 1929 года была выпущена первая партия из пяти отечественных шпалорезных станков. В том же году было изготовлено еще 45 станков.
1 августа 1929 года «Механик» был включён в «Уралметаллотрест» и был специализирован на выпуск деревообрабатывающих станков. В 1930 году завод выпустил уже 430 универсальных, простых в обслуживании и недорогих шпалорезок, производивших распиловку бревен не только на шпалы, но и на доски и брусья. Сначала станки поставлялись в основном на уральский рынок, а затем и в другие деревообрабатывающие регионы. Это позволило Советскому Союзу отказаться от импорта шпал.
В 1930 году завод из чугунолитейного и механического был переименован в станкостроительный. Здесь впервые в Советском Союзе освоили производство чугунного литья для химической промышленности, ранее ввозившегося из-за границы. Расширялись производственные площади, значительно увеличившиеся к 1932 году.
Участвуя в замещении импортных станков и сырья на отечественные, завод стал использовать вместо импортного таврового железа № 10 советское, при сохранении качества продукции. Затем освоил выпуск станков, ранее ввозившихся из-за рубежа: шведского двухпильного обрезного станка «Болиндер», английской ленточной пилы «Гейхарт» и австрийского рейсмусового строгального станка «Россер» (1931). С начала производства отечественных станков в 1928 году заводу удалось сэкономить до 4 млн золотых рублей, тратившихся ранее на закупку импортного оборудования.
В годы первых пятилеток (с 1928 г.) завод выпустил станки следующего профиля:
- корообдирочные — свыше 300 шт.;
- фуговальные — около 1200 шт.;
- торцовочные- 1700 шт.;
- шпалорезные — 1800 шт.;
- передвижные лесопильные рамы — около 60 шт.

### В годы войны
Великая Отечественная война перевела завод на военные рельсы: он начал выпуск миномётов, мин калибров 82 мм и 120 мм, реактивных боеголовок для «Катюш», корпусов снарядов для гаубиц, растворосмесительные машины. 78 рабочих и специалистов Киевского завода «Красный экскаваторщик», эвакуированных в Тюмень вместе с оборудованием, помогли уже в октябре освоить выпуск мин и корпусов артиллерийских снарядов, которых соответственно было произведено 4500 и 3000. Рабочих-мужчин на производстве заменили женщины и подростки, коллектив завода к октябрю 1943 года увеличился до 1580 человек, из них 1400 рабочих. Непродолжительное время на заводе проработала будущая героиня партизанского движения Марите Мельникайте.
28 марта 1942-го завод стал военным и получил официальное название «Завод № 762 Наркомата миномётного вооружения».
Удовлетворив в 1943 году потребность фронта в миномётах, завод стал специализироваться на выпуске мин, а с середины 1943 года — химических мин калибра 120 мм для создания дымовых завес. В октябре 1943 были произведены первые 2500 мин типа «01».
В декабре 1944 года завод № 762 начал выполнять и в январе 1945 года выполнил задание особой важности: изготовил для НКВД СССР два фуговальных станка, предназначенных в рамках атомного проекта для академической лаборатории № 2 под руководством И. В. Курчатова.

### Станкостроительный завод
В 1945 году заводу вернули мирный статус, передав в Министерство машиностроения и приборостроения для выпуска деревообрабатывающих станков: токарно-винторезных, концеравнителей, двухпильных, обрезных, ребровых, диленно-реечных, а также трелёвочных лебёдок для лесной промышленности.
В 1948 году завод перешёл на принцип самоокупаемости, отказавшись от государственной дотации.
В 1950-е годы был освоен выпуск принципиально новых типов оборудования — круглопильных универсальных, прирезных однопильных станков.
В 1960-е годы завод начал выпускать более совершенные по конструкции многопильные прирезные, торцово-балансирные станки и развернул экспорт продукции.
12 мая 1966 года «Механик» переименовали в Тюменский станкостроительный завод, а улицу, на которой он расположен — в Станкостроителей. Началось переселение работников завода в благоустроенные квартиры на улице, которая получила название 50-летия Октября.
Для нужд широкого жилищного строительства в 1960-е годы завод развернул выпуск оборудования для производства столярно-строительных изделий — окон, дверей, паркета, модели для которого разрабатывались на экспериментальном участке.
В 1965 году завод произвёл первые пять станков на экспорт, на следующий год увеличив их количество до 34 единиц и затем до 120—150 в год. Пик экспортных поставок пришёлся на 1975 год, когда в 28 стран было отправлено 230 станков. Всего с 1965-го по 1991 год завод экспортировал 3445 станков, не получив за эти годы ни одной рекламации.
Обновляя парк выпускаемого оборудования (а с 1946-го по 1990 год было освоено около 60 моделей), завод увеличивал и объёмы производства, за 30 послевоенных лет нарастив их в 4,4 раза. В этот период было налажено уже производство автоматических линий по закалке дисков сеялок (1971-72 г.), поточной линии по выпуску оцилиндрованных бревен (1983 г.).

### В условиях рыночной экономики
Станкостроительный — одно из немногих промышленных предприятий Тюмени, которое смогло встроиться в условия рыночной экономики. В 1994 году оно было преобразовано в открытое акционерное общество «Тюменский станкостроительный завод» и завершилась реконструкция завода: были сданы в эксплуатацию последний, четвёртый пролет механосборочного цеха и гараж-стоянка с бытовыми помещениями.
Решив задачу освоения новых видов оборудования, поиска новых поставщиков комплектующих изделий и новых заказчиков, предприятие освоило выпуск новых видов деревообрабатывающего оборудования и стало единственным заводом подобного профиля в Сибири, который не только производит, но и разрабатывает станки силами собственного отдела главного конструктора. Завод выпускает четырехсторонний продольно-фрезерный станок СПФН-160-4С, круглопильный станок для брёвен ЦМКД-28А, универсальный пильный станок УПС, круглопильный станок Ц6-3, универсальный станок СУ-40. Номенклатура выпускаемых станков позволяет комплектовать из них различные технологические линии, — например, получать строганые детали из сырых брёвен на линии на базе станка ЦМКД- 28Л.
Вся выпускаемая заводом продукция в 1996 году прошла сертификацию.
На заводе продолжает работать литейное производство, выпускающее декоративные чугунные решётки, садово-огородный инвентарь, канализационные и телефонные люки.
Завод вошёл в число трёх предприятий концерна «Древмаш», включённых в федеральную целевую программу «Реформирование и развитие станкостроительной и инструментальной промышленности России на период до 2005 года».
В 2005—2006 году завод переехал из центра Тюмени в промышленную зону, на территорию бывшего завода блочных устройств, уменьшив затраты на аренду земли в 3-4 раза.
Завод выпускает 18 моделей станков и околостаночное оборудование.

## Награды
Изделия завода неоднократно экспонировались и получали награды на различных выставках, в том числе и международных.
Станок ЦМР-2 получил Почётный диплом Торгово-промышленной палаты СССР на выставке «Лесдревмаш-73» и бронзовую медаль ВДНХ СССР.
В 1978 году станок ЦЦК 4-3 получил Золотую медаль на международной Лейпцигской ярмарке.